# Sidusa angulitarsis
Sidusa angulitarsis är en spindelart som beskrevs av Simon 1902. Sidusa angulitarsis ingår i släktet Sidusa och familjen hoppspindlar. Inga underarter finns listade i Catalogue of Life.